# John Magaro

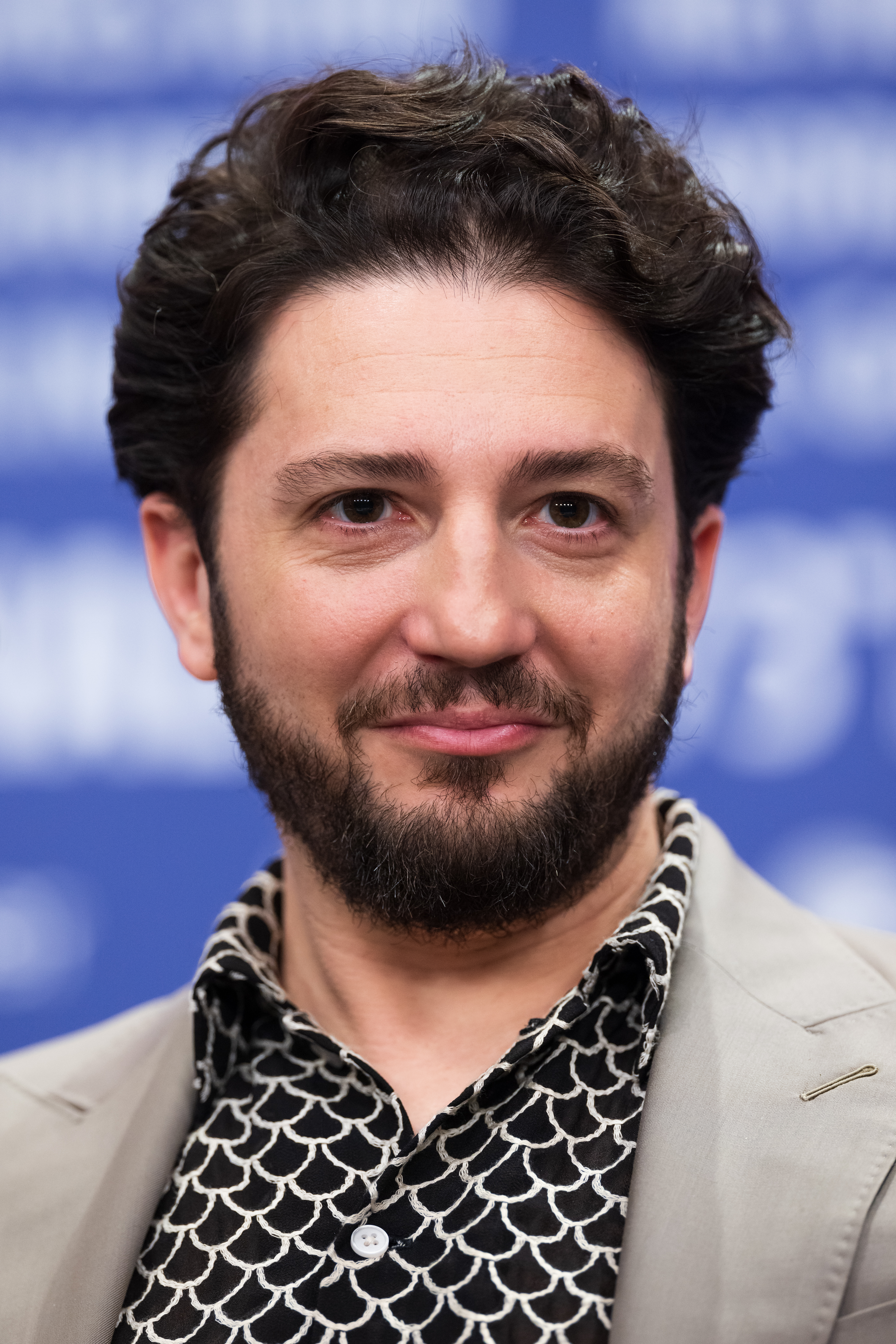
John Magaro (2023)

John Magaro (* 16. Februar 1983 in Akron, Ohio) ist ein US-amerikanischer Schauspieler.

## Leben
Magaro wuchs in Munroe Falls, einem Vorort von Akron, auf. Er hat einen vier Jahre älteren Bruder. Seine Eltern, die beide Lehrer waren, trennten sich, als Magaro 13 Jahre alt war.
Magaro interessierte sich bereits als Jugendlicher für die Schauspielerei. Er führte Sketche auf und trat im Ferienlager bei einer von ihm initiierten Radioshow auf.
Mitte der 2000er Jahre zog er nach New York City um und trat in ersten Kurzfilmen auf. Nach Nebenrollen in zahlreichen Film- und Fernsehproduktionen übernahm er 2010 die Hauptrolle des Alex in Wes Cravens Horrorfilm My Soul to Take. 2012 war er neben James Gandolfini in David Chase erstem Spielfilm Not Fade Away zu sehen. Es folgten Rollen in Filmen wie Unbroken und Carol. Seit dem Jahr 2015 stellte er in der Netflix-Serie Orange Is the New Black die Figur des Vince Muccio dar. Im gleichen Jahr erhielt er eine Hauptrolle in der Oscar-nominierten Literaturverfilmung The Big Short. Für diese Rolle erhielt er zusammen mit der restlichen Besetzung eine Nominierung für den Screen Actors Guild Award in der Kategorie Bestes Schauspielensemble. Ebenfalls eine Hauptrolle erhielt Magaro in dem Filmdrama September 5 – The Day Terror Went Live von Tim Fehlbaum, das Ende August 2024 bei den Internationalen Filmfestspielen von Venedig seine Premiere feierte.
Er ist mit Janice Hong verlobt und lebt mit ihr in New York City.

## Filmografie (Auswahl)
- 2005: Prisoners of War (Kurzfilm)
- 2006: Level Red (Kurzfilm)
- 2007: Bomb (Kurzfilm)
- 2007: Law & Order (Fernsehserie, eine Episode)
- 2007: Die Fremde in dir (The Brave One)
- 2007: Das Leben vor meinen Augen (The Life Before Her Eyes)
- 2008: Lange Beine, kurze Lügen und ein Fünkchen Wahrheit … (Assassination of a High School President)
- 2008: We Pedal Uphill
- 2009: Taking Chance (Fernsehfilm)
- 2009: The Box – Du bist das Experiment (The Box)
- 2010: My Soul to Take
- 2011: Down the Shore
- 2011: Body of Proof (Fernsehserie, eine Episode)
- 2012: Liberal Arts
- 2012: Person of Interest (Fernsehserie, eine Episode)
- 2012: Not Fade Away
- 2013: Deep Powder
- 2014: Unbroken
- 2015: Don’t Worry Baby
- 2015: Carol
- 2015: The Big Short
- 2015–2016: Good Wife (The Good Wife, Fernsehserie, 3 Episoden)
- 2015–2017: Orange Is the New Black (Fernsehserie, 8 Episoden)
- 2016: The Finest Hours
- 2016: Crisis in Six Scenes (Fernsehserie, 5 Episoden)
- 2017: War Machine
- 2017: Marshall
- 2018: Tom Clancy’s Jack Ryan (Fernsehserie)
- 2018: Operation: Overlord (Overlord)
- 2019: The Umbrella Academy (Fernsehserie, 9 Episoden)
- 2019: First Cow
- 2020: Sylvie’s Love
- 2021: The Birthday Cake
- 2021: Lansky – Der Pate von Las Vegas (Lansky)
- 2021: The Many Saints of Newark
- 2022: Call Jane
- 2022: Showing Up
- 2023: Past Lives – In einem anderen Leben (Past Lives)
- 2023: Big George Foreman
- 2023: LaRoy
- 2023: Day of the Fight
- 2023: Angespült – Ein Krabbenteuer (Under the Boardwalk) (Stimme)
- 2024: The Shallow Tale of a Writer Who Decided to Write about a Serial Killer
- 2024: September 5 – The Day Terror Went Live
- 2025: Omaha
- 2025: Köln 75
- 2025: The Mastermind
- 2025: Was ist Liebe wert – Materialists (Materialists)

## Auszeichnungen (Auswahl)
Gotham Award
- 2021: Nominierung als Bester Darsteller (First Cow)